# Novoslobodskaïa (métro de Moscou)
Novoslobodskaïa (en russe : Новослобо́дская et en anglais : Novoslobodskaya) est une station de la ligne circulaire Koltsevaïa (ligne 5 marron) du métro de Moscou, située sur le territoire de l'arrondissement Tverskoï dans le district administratif central de Moscou.
Elle est mise en service en 1952, lors de l'ouverture de la deuxième section de la ligne circulaire.

## Situation sur le réseau
Établie en souterrain, à 40 mètres sous le niveau du sol, la station Novoslobodskaïa est située au point 145+84,5 de la ligne circulaire Koltsevaïa (ligne 5 marron, entre les stations Belorousskaïa et Prospekt Mira.

## Histoire
La station Novoslobodskaïa est mise en service le 30 janvier 1952, lors de l'ouverture à l'exploitation de la deuxième section de la ligne circulaire, entre Kourskaïa et Belorousskaïa.
Le dernier tronçon, entre Belorousskaïa et Park koultoury, permettant l'achèvement de la ligne circulaire est ouvert le 14 mars 1954.

## Patrimoine architectural
La mosaïque Paix à travers le Monde et plusieurs vitraux sont l’œuvre de Pavel Korine.

Détails de l'architecture de la station
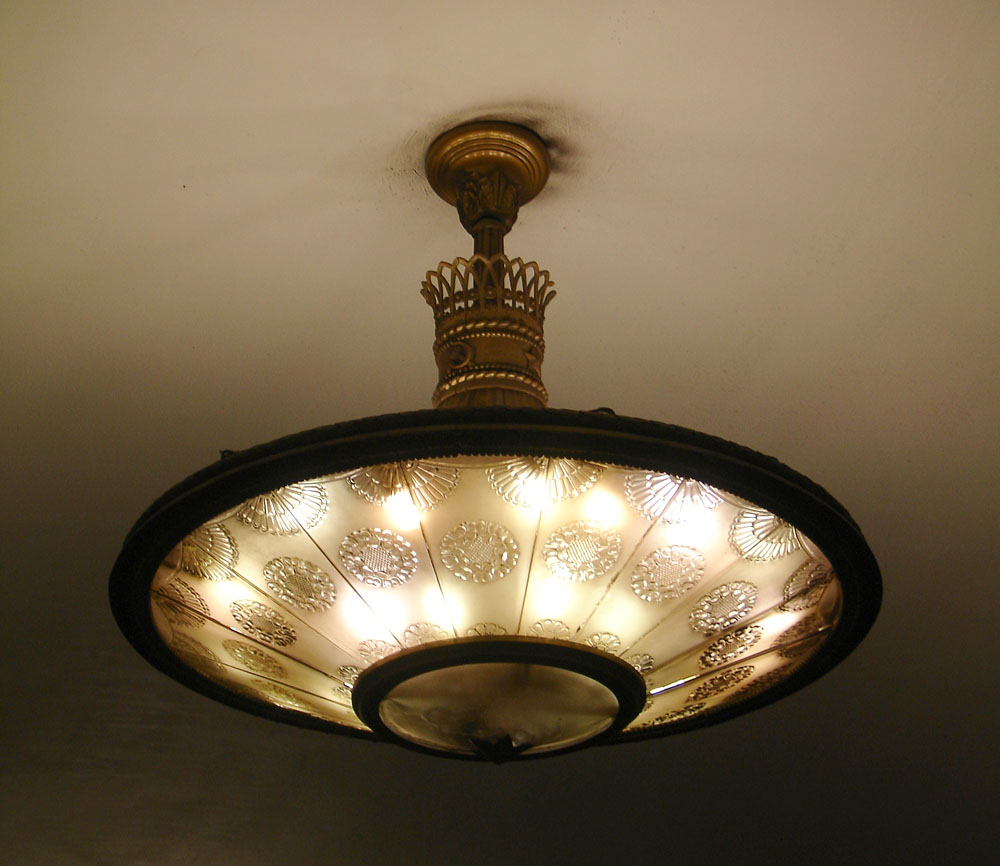
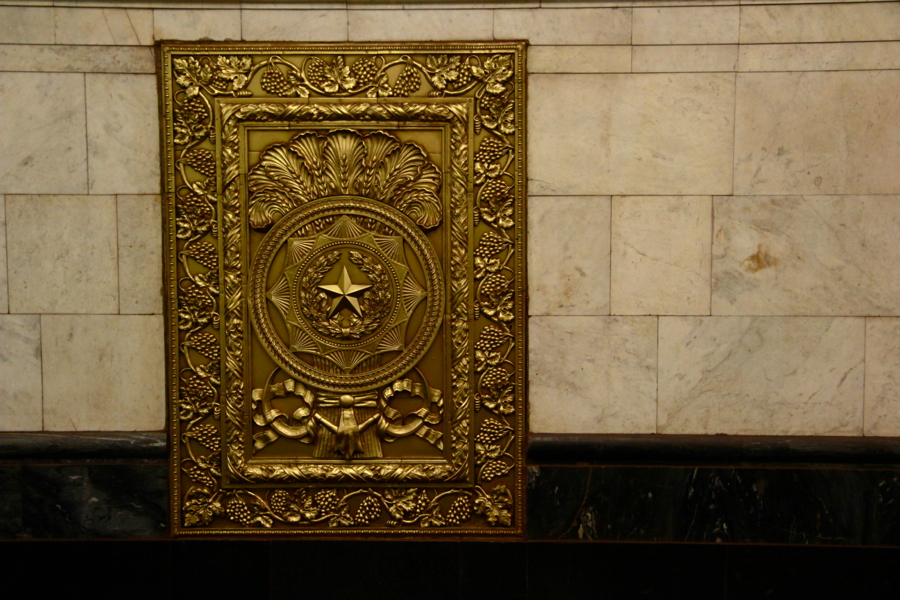